# The Mob Rules (песня)
«The Mob Rules» (рус. Толпа правит) — песня британской хэви-металической группы Black Sabbath, вышедшая в 1981 году на альбоме The Mob Rules. Песня была выпущена как первый сингл с альбома и достигла 46 места в британском чарте.
Авторами песни являются Дио и Айомми хотя, в силу традиции, авторские права даны так же Батлеру.
Начало записи песни было положено в декабре 1980 года в доме «Tittenhurst Park» (ранее принадлежал Джону Леннону, был выкуплен и сдавался как студия Ринго Старром) во время записи песни к мультфильму Heavy Metal. Записанная версия была отослана в студию и попала в саундтрек к нему, однако против включения её в альбом в таком виде выступил Мартин Бёрч, указав на несоответствие общему звучанию альбома. Песня перезаписывалась дважды, но ни один из вариантов не удовлетворял группу. Из-за растущих расходов по записи группа, последовав предложению Бирча, приобрела собственную студию, однако и это не дало положительного эффекта — Айомми никак не мог отстроить звук гитары. В итоге музыканты арендовали «Record Plant», что породило массу шуток «Вы студию прикупили. А чего записываетесь в „Record Plant“?». Остаток песни был записан в Лос-Анджелесе.
Существуют две версии сингла, в Испании был выпущен сингл под названием «Mob Rules = Domina La Masa», помимо оформления, он отличается составом, на испанском варианте на стороне Б записана песня «Voodoo» (в оригинальной версии сингла — концертное исполнение «Die Young».

## Список композиций
Европейское издание (SAB 5)
1. «The Mob Rules»
2. «Die Young» (концертная запись)

Испанское издание ( 60 00 763)
1. «The Mob Rules»
2. "Voodoo

## Участники записи
- Ронни Джеймс Дио — вокал
- Тони Айомми — ведущая гитара
- Гизер Батлер — бас-гитара
- Винни Апписи — ударные

## Кавер версии
- 2002 — Fozzy — альбом «Happenstance»
- 2006 — Benedictum — альбом «Uncreation»
- 2011 — Iced Earth — альбом «Dystopia»
- 2012 — Йорн Ланде — альбом «Bring Heavy Rock to the Land»
- 2013 — Adrenaline Mob — EP «Covertá»

## Позиции в чартах
| Год  | Чарт             | Позиция |
| ---- | ---------------- | ------- |
| 1980 | UK Singles Chart | 46      |